# Xincab
Xincab è un comune dell'Azerbaigian situato nel distretto di Kəngərli.